# Andreas Popp (Jurist)
Andreas Popp (* 1973 in Ansbach) ist ein deutscher Jurist und Hochschullehrer an der Universität Konstanz.

## Leben
Popp studierte ab 1992 Rechtswissenschaften an der Universität Passau und legte 1999 sein Erstes Juristisches Staatsexamen ab. Sein Referendariat im Bezirk des Oberlandesgerichts München beendete er 2002 mit dem Zweiten Staatsexamen. Anschließend arbeitete er als wissenschaftlicher Mitarbeiter von Bernhard Haffke in Passau, bei dem er 2004 mit summa cum laude zum Dr. jur. promovierte. Von 2006 bis 2008 studierte Popp zusätzlich Kriminologie und Polizeiwissenschaft an der Universität Bochum. Dieses Studium schloss er 2008 mit dem Erwerb des Grades Master of Arts ab. 2009 schloss Popp bei Haffke in Passau seine Habilitation ab und erhielt die Venia legendi für die Fächer Strafrecht, Strafprozessrecht, Kriminologie sowie Rechtsphilosophie.
Es folgten Lehrstuhlvertretungen an den Universitäten Würzburg, Hagen und München. 2013 war er Gastprofessor an der Humboldt-Universität zu Berlin. Seit dem Sommersemester 2014 ist Popp als Nachfolger von Jörg Eisele Inhaber des Lehrstuhls für Deutsches und Europäisches Straf- und Strafprozessrecht, IT-Strafrecht und Rechtsphilosophie an der Universität Konstanz.

## Veröffentlichungen
- Verfahrenstheoretische Grundlagen der Fehlerkorrektur im Strafverfahren. Eine Darstellung am Beispiel der Eingriffsmaßnahmen im Ermittlungsverfahren. Duncker & Humblot, Berlin 2005, ISBN 978-3-428-11688-1. (Dissertation)
- Die Haftentlassenenauskunftsdatei Sexualstraftäter (HEADS) der bayerischen Polizei – eine zulässige Ergänzung der Führungsaufsicht? Felix-Verlag, Feldkirchen 2009. (Masterarbeit)
- Gläubigerschädigung. Mohr Siebeck, Tübingen 2014, ISBN 978-3-16-153200-9.  (Habilitationsschrift)
- mit Klaus Malek: Strafsachen im Internet. 2. Auflage. C.F. Müller, Heidelberg 2015, ISBN 978-3-8114-8853-3.